# Tournée do Adeus
Tournée do Adeus – ostatni nagrany koncert w São Paulo meksykańskiej grupy RBD. Został zarejestrowany 29 listopada 2008 roku dla ponad 25 tys. fanów. 

## Lista utworów
1. Intro
2. Cariño Mio
3. Aún Hay Algo
4. Celestial
5. Un Poco De Tu Amor
6. Otro Día Que Va
7. Ser O Parecer
8. Hoy Que Te Vás
9. Sólo Quédate En Silencio
10. Inalcanzable
11. Y No Puedo Olvidarte
12. Light Up The World
13. Sálvame
14. Este Corazón
15. Tu Amor
16. No Pares
17. Empezar Desde Cero
18. Solo Para Ti
19. Me Voy
20. Que Hay Detrás
21. Bésame Sin Miedo
22. Nuestro Amor
23. Trás De Mi
24. Rebelde